# Пембрук-Парк (Флорида)
Пембрук-Парк (англ. Pembroke Park) — місто (англ. town) в США, в окрузі Бровард штату Флорида. Населення — 6260 осіб (2020).

## Географія
Пембрук-Парк розташований за координатами 25°59′27″ пн. ш. 80°10′38″ зх. д. / 25.99083° пн. ш. 80.17722° зх. д. (25.990741, -80.177249).  За даними Бюро перепису населення США в 2010 році місто мало площу 4,28 км², з яких 3,53 км² — суходіл та 0,75 км² — водойми.

## Демографія
Згідно з переписом 2010 року, у місті мешкали 6102 особи в 2488 домогосподарствах у складі 1639 родин. Густота населення становила 1427 осіб/км².  Було 3695 помешкань (864/км²).
Расовий склад населення:
| - 55,3 % — чорних або афроамериканців - 37,6 % — білих - 1,3 % — азіатів - 0,3 % — корінних американців - 2,4 % — осіб інших рас |

До двох чи більше рас належало 3,1 %. Частка іспаномовних становила 18,1 % від усіх жителів.
За віковим діапазоном населення розподілялося таким чином: 25,2 % — особи молодші 18 років, 58,0 % — особи у віці 18—64 років, 16,8 % — особи у віці 65 років та старші. Медіана віку мешканця становила 35,0 року. На 100 осіб жіночої статі у місті припадало 88,1 чоловіків;  на 100 жінок у віці від 18 років та старших — 83,2 чоловіків також старших 18 років.
Середній дохід на одне домашнє господарство  становив 36 924 долари США (медіана — 32 881), а середній дохід на одну сім'ю — 41 055 доларів (медіана — 40 203). Медіана доходів становила 35 335 доларів для чоловіків та 31 998 доларів для жінок. За межею бідності перебувало 24,1 % осіб, у тому числі 23,1 % дітей у віці до 18 років та 30,6 % осіб у віці 65 років та старших.
Цивільне працевлаштоване населення становило 2576 осіб. Основні галузі зайнятості: мистецтво, розваги та відпочинок — 19,8 %, роздрібна торгівля — 15,7 %, освіта, охорона здоров'я та соціальна допомога — 15,3 %.